# Transport rowerowy w Gdańsku

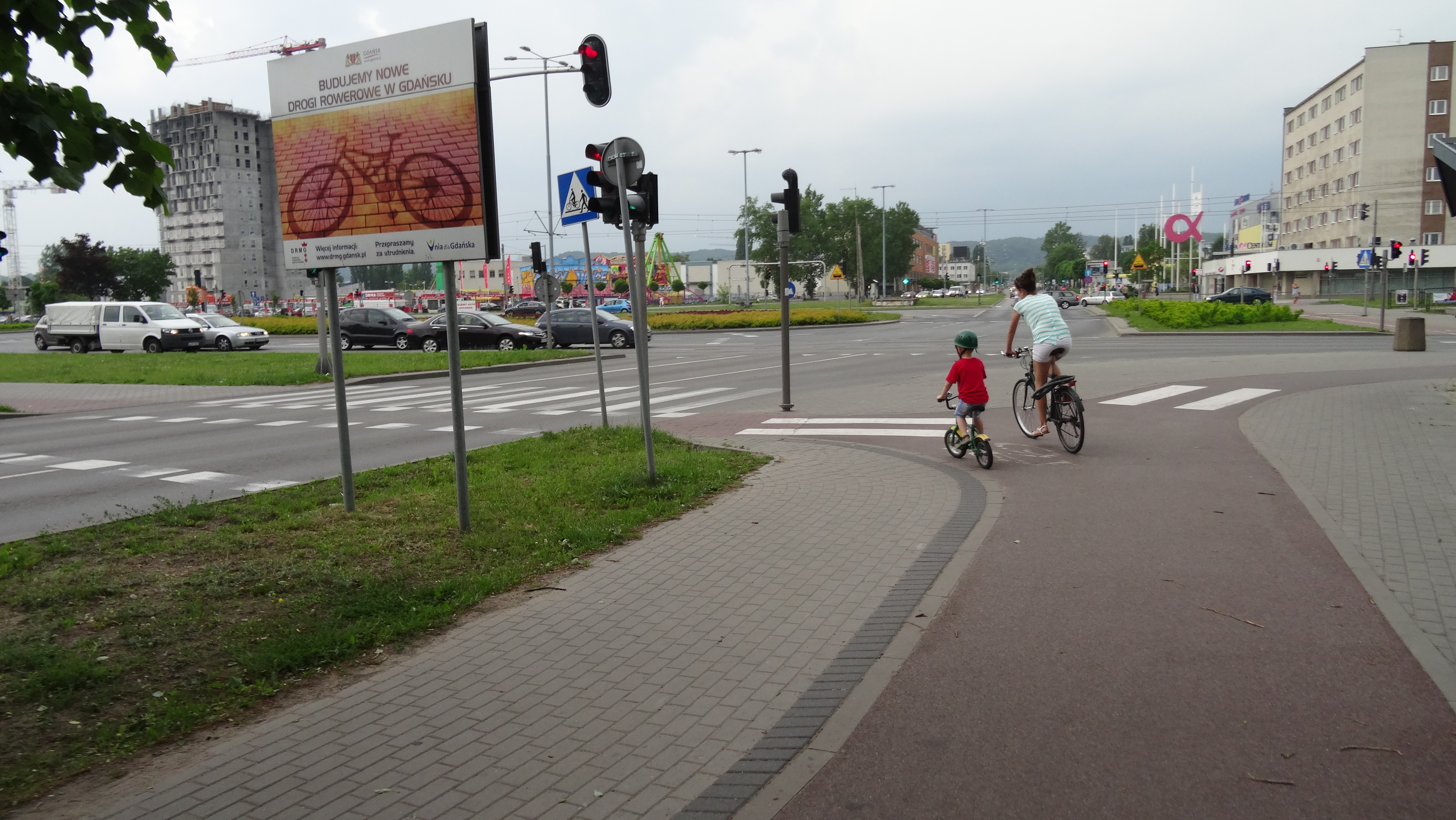
Trasa rowerowa w ciągu ul. Kołobrzeskiej, skrzyżowanie z ul. Chłopską i Al. Rzeczypospolitej

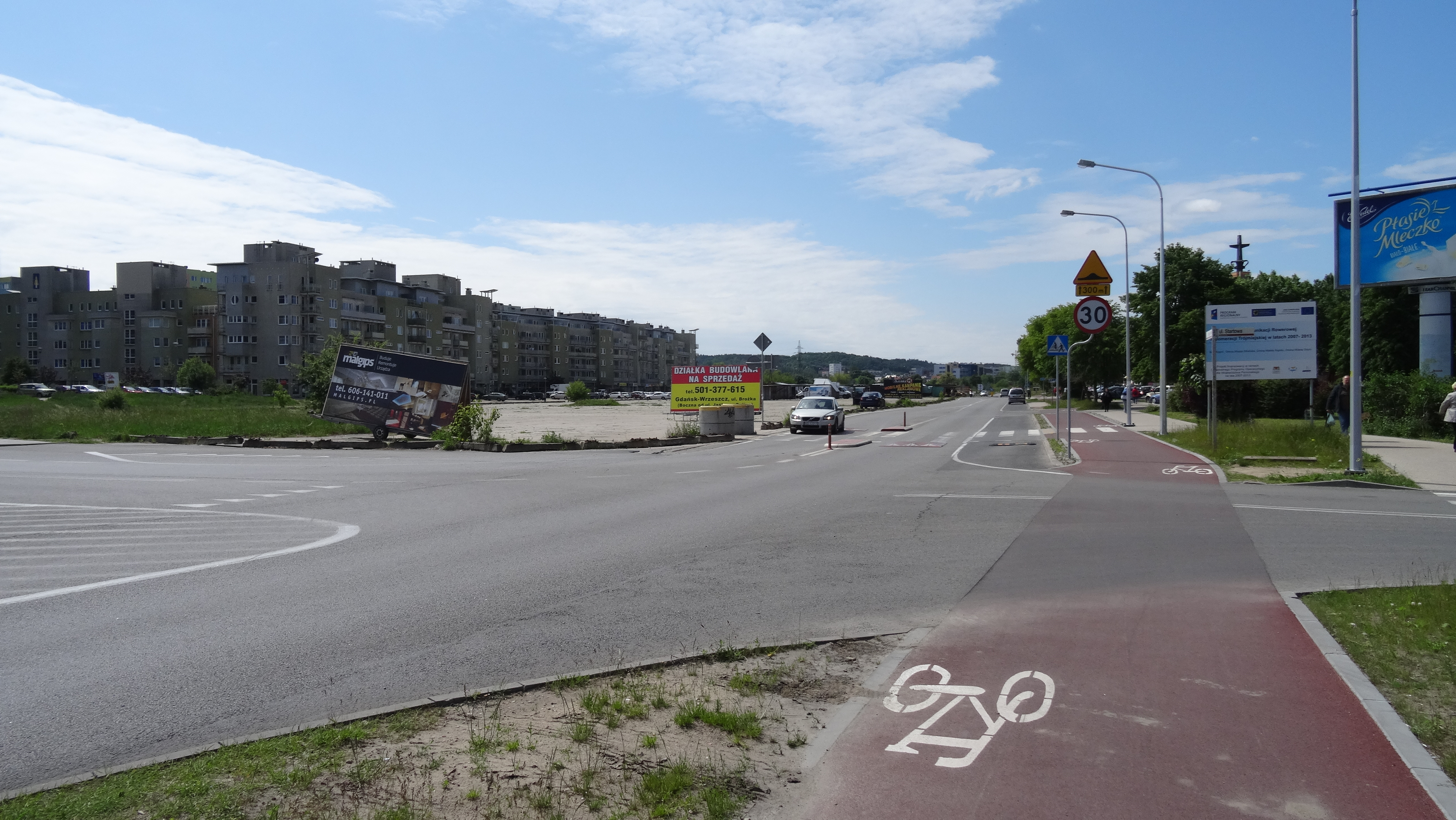
Ścieżka rowerowa w ciągu al. Jana Pawła II w Gdańsku

Transport rowerowy w Gdańsku – sieć gdańskich ścieżek rowerowych jest jedną z najbardziej rozbudowanych w kraju. W skład gdańskiej infrastruktury rowerowej oprócz dróg rowerowych oraz ciągów rowerowo-pieszych, wchodzą również kontrapasy rowerowe, śluzy rowerowe, monitorowane parkingi dla jednośladów. Rozwiązania, stosowane w Gdańsku zostały uznane w 2014 roku przez Ministerstwo Infrastruktury za najlepsze w kraju.
Gdańska sieć tras rowerowych w 2010 liczyła 81 km, a w 2016 łącznie 568,2 km, z czego stanowią:
- wydzielone drogi rowerowe 117 km
- ciągi pieszo-rowerowe z pierwszeństwem pieszych 17 km
- chodniki z dopuszczonym ruchem rowerów (od ciągu pieszo-rowerowego różni się tym, że rowerzysta nie jest zobowiązany z niego korzystać) 27 km
- pasy rowerowe w jezdni 5 km
- pasy autobusowo-rowerowe 0,7 km
- ciągi pieszo-jezdne (drogi bez chodnika i pobocza, z ograniczonym ruchem pojazdów mechanicznych) 12 km
- ulice z uspokojonym ruchem, o dopuszczalnej prędkości maksymalnej nie większej niż 30 km/h (39,3% dróg publicznych w mieście) 388 km
- ulice jednokierunkowe z dopuszczonym ruchem rowerów "pod prąd" 42 km

W 2014 została opublikowana darmowa mapa tras rowerowych.
W 2009 na rowerach odbywało się około 2 proc. podróży w mieście, a w 2016 około 6 proc. (II miejsce w kraju po Wrocławiu). W 2020 na podstawie badań Gdańskiego Ruchu Rowerowego szacowano, że każdego dnia mieszkańcy wykonują ok. 51,3 tys. podróży rowerowych. Na najpopularniejszych trasach (wzdłuż pasa nadmorskiego i alei Zwycięstwa) odnotowuje się niemal milion przejazdów rocznie.
W 2020 strefa Tempo 30, w której zabronione jest przekraczanie prędkości 30 km na godz., obowiązywała na 64 proc. gdańskich ulic, co jest najwyższym wskaźnikiem w Polsce. 

## Historia tras rowerowych w Gdańsku

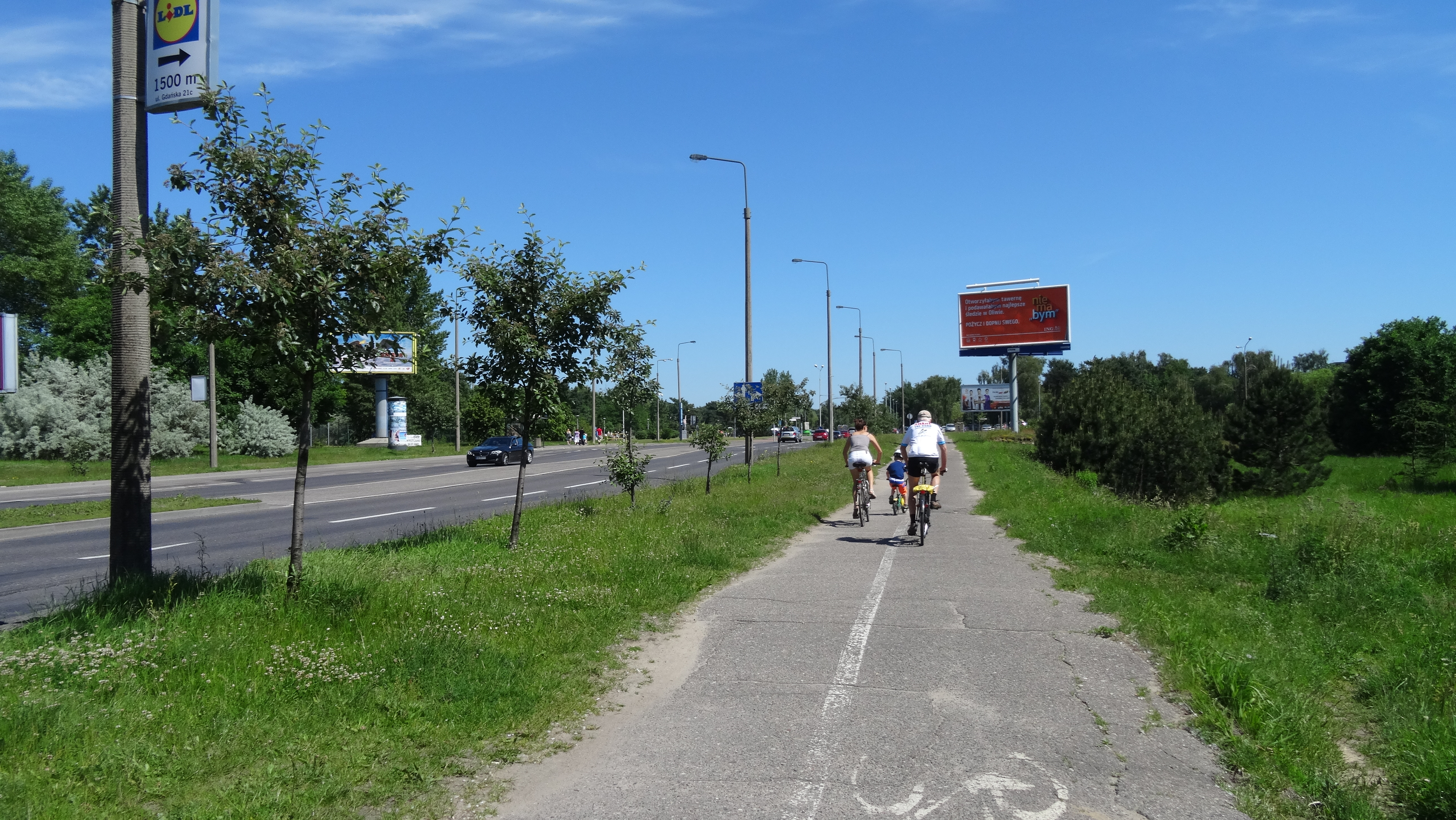
Ścieżka rowerowa w północnym odcinku Alei Jana Pawła II - jedna z najstarszych w mieście

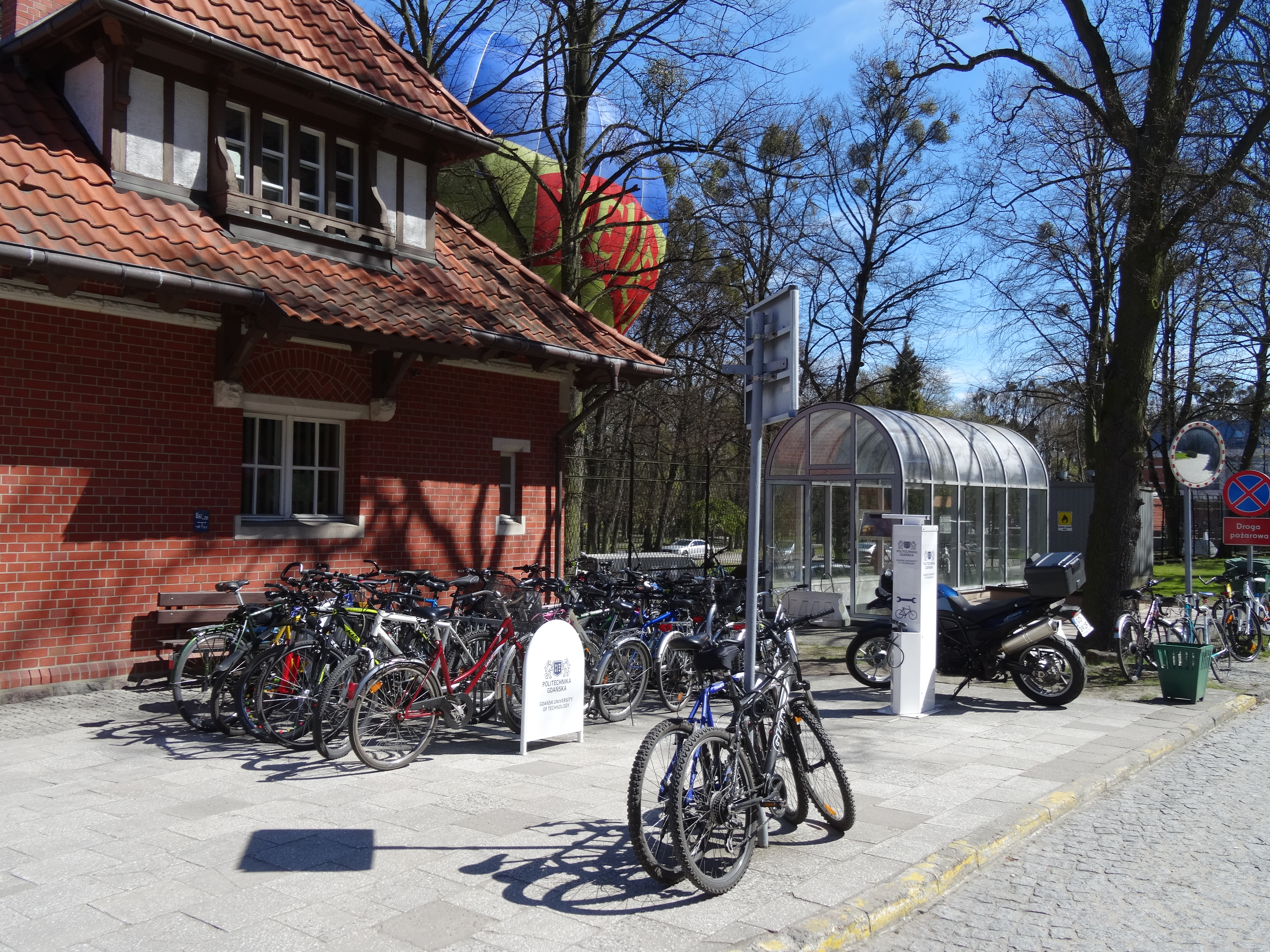
Parking rowerowy i stacja serwisowa na Politechnice Gdańskiej

Pierwsze trasy rowerowe w Gdańsku zostały wytyczone w pierwszej połowie lat 90. poprzez obniżenie krawężników, wymalowanie linii rozgraniczających ruch pieszych i cyklistów oraz symboli roweru na istniejących szerokich chodnikach m.in. w ciągu al. Rzeczypospolitej i al. Jana Pawła II. Pierwotnie były to niepołączone odcinki. Następnie budowano ścieżki dla rowerów o nawierzchni z niewygodnej dla rowerzystów wypukłej betonowej kostki brukowej z fazą (tzw. kostka Bauma lub "podwójne T"), później upowszechniły się nawierzchnie z gładkiej kostki (bez fazy), a obecnie powstające ścieżki mają głównie nawierzchnię z czerwonego asfaltu. Równolegle z budową nowych odcinków postępuje integracja niepołączonych dotąd odcinków, uzupełniana wspomagającymi bezpieczeństwo rozwiązaniami na skrzyżowaniach, progami zwalniającymi, sygnalizatorami świetlnymi, śluzami rowerowymi (ul. Wita Stwosza), monitorowanymi parkingami itd. Również wyższe uczelnie, odpowiadając na zapotrzebowanie braci studenckiej, w swych kampusach urządzają parkingi strzeżone lub monitorowane, a Politechnika Gdańska zorganizowała dwie stacje serwisowe umożliwiające samodzielne dokonywanie regulacji i drobnych napraw.

## Ważniejsze trasy rowerowe w Gdańsku[8]

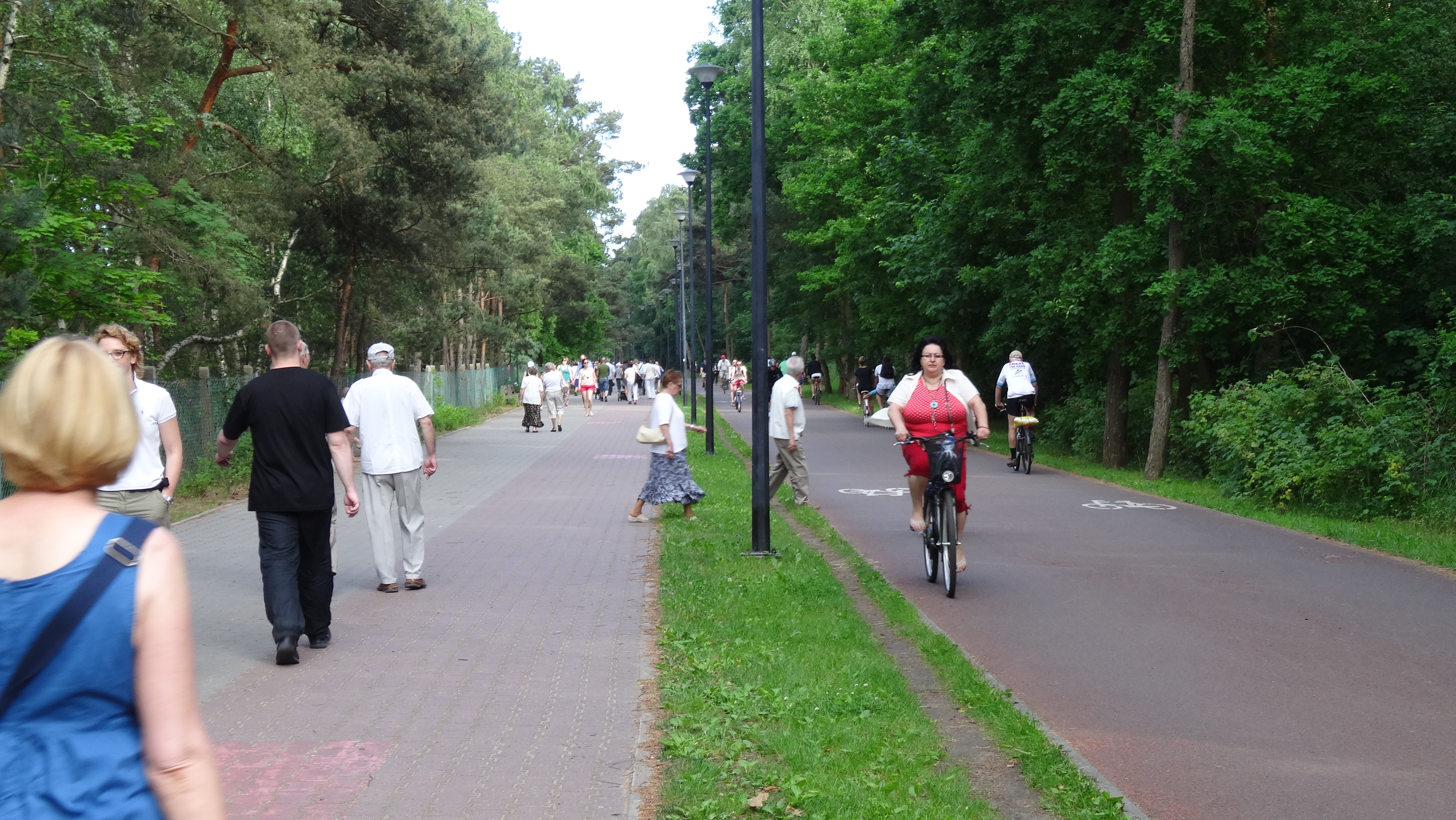
Ścieżka rowerowa w Pasie Nadmorskim. Po lewej widoczna dawna ścieżka z wypukłej kostki. Po prawej obecna ścieżka - szeroka, asfaltowa i oddzielona od ruchu pieszego

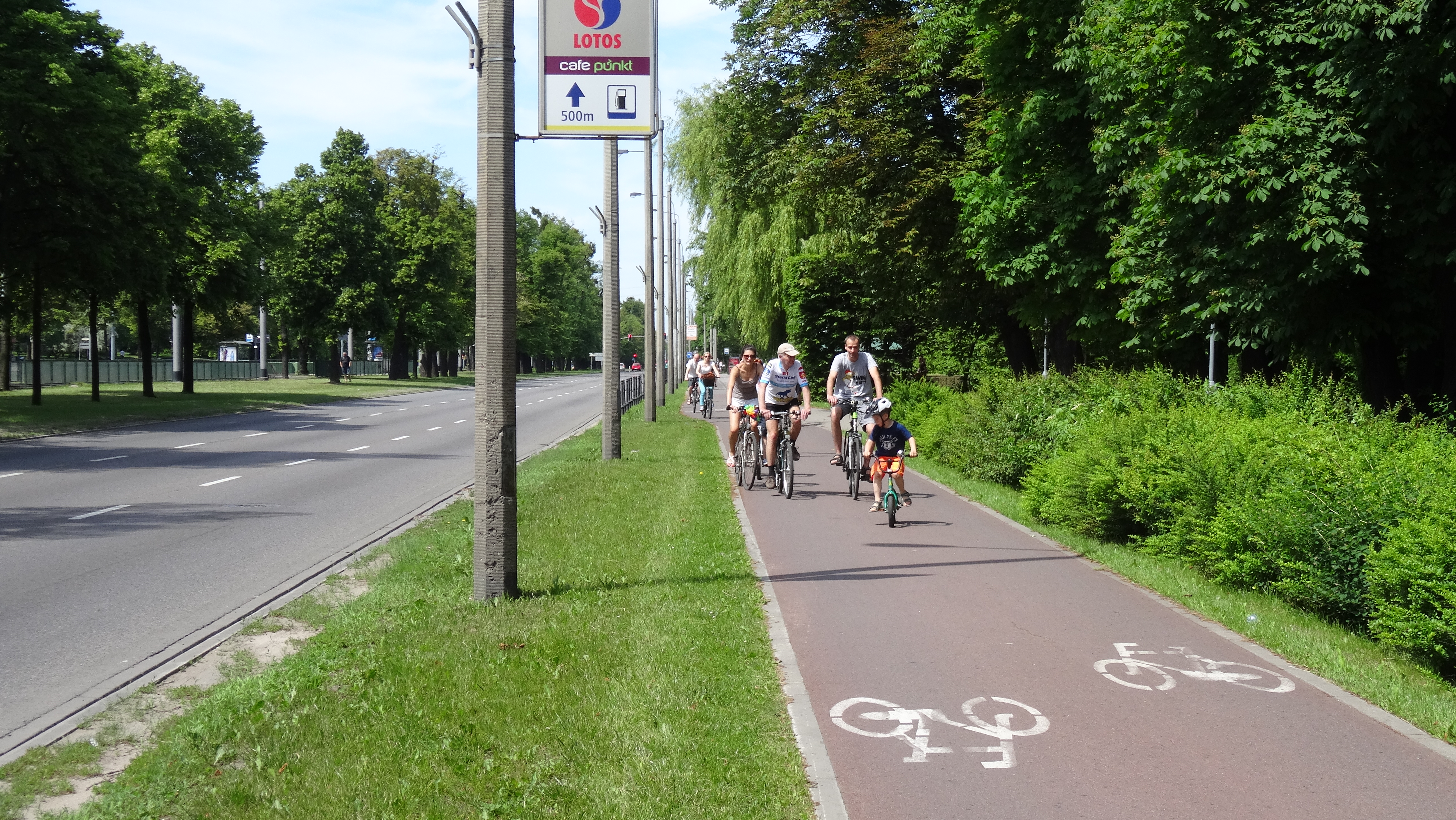
Droga rowerowa wzdłuż Alei Zwycięstwa jest ważną arterią komunikacyjną

- Droga rowerowa wzdłuż al. Zwycięstwa
- Droga rowerowa wzdłuż al. Rzeczypospolitej
- Droga rowerowa wzdłuż ul. Chłopskiej
- Droga rowerowa wzdłuż ul. Krasickiego i ul. Wyzwolenia od ul. Zdrojowej do ul. Marynarki Polskiej i przystani promowej z łącznikiem do Latarni Morskiej
- Droga rowerowa wzdłuż al. Jana Pawła II
- Droga rowerowa wzdłuż ul. Nowolipie–Rakoczego
- Droga rowerowa wzdłuż ul. Wosia Budzysza i ul. Stryjewskiego
- Droga rowerowa wzdłuż ul. Kołobrzeskiej i ul. L. Kaczyńskiego
- Droga rowerowa wzdłuż ul. Nowe Ogrody i ul. Kartuskiej
- Droga rowerowa wzdłuż ul. 3 Maja
- Droga rowerowa wzdłuż ul. Turystycznej i ul. Boguckiego
- Droga rowerowa wzdłuż ul. Jaśkowa Dolina
- Droga rowerowa wzdłuż ul. Klinicznej i ul. Marynarki Polskiej
- Droga rowerowa wzdłuż ul. Opata J. Rybińskiego

## Rowerowa Wita Stwosza

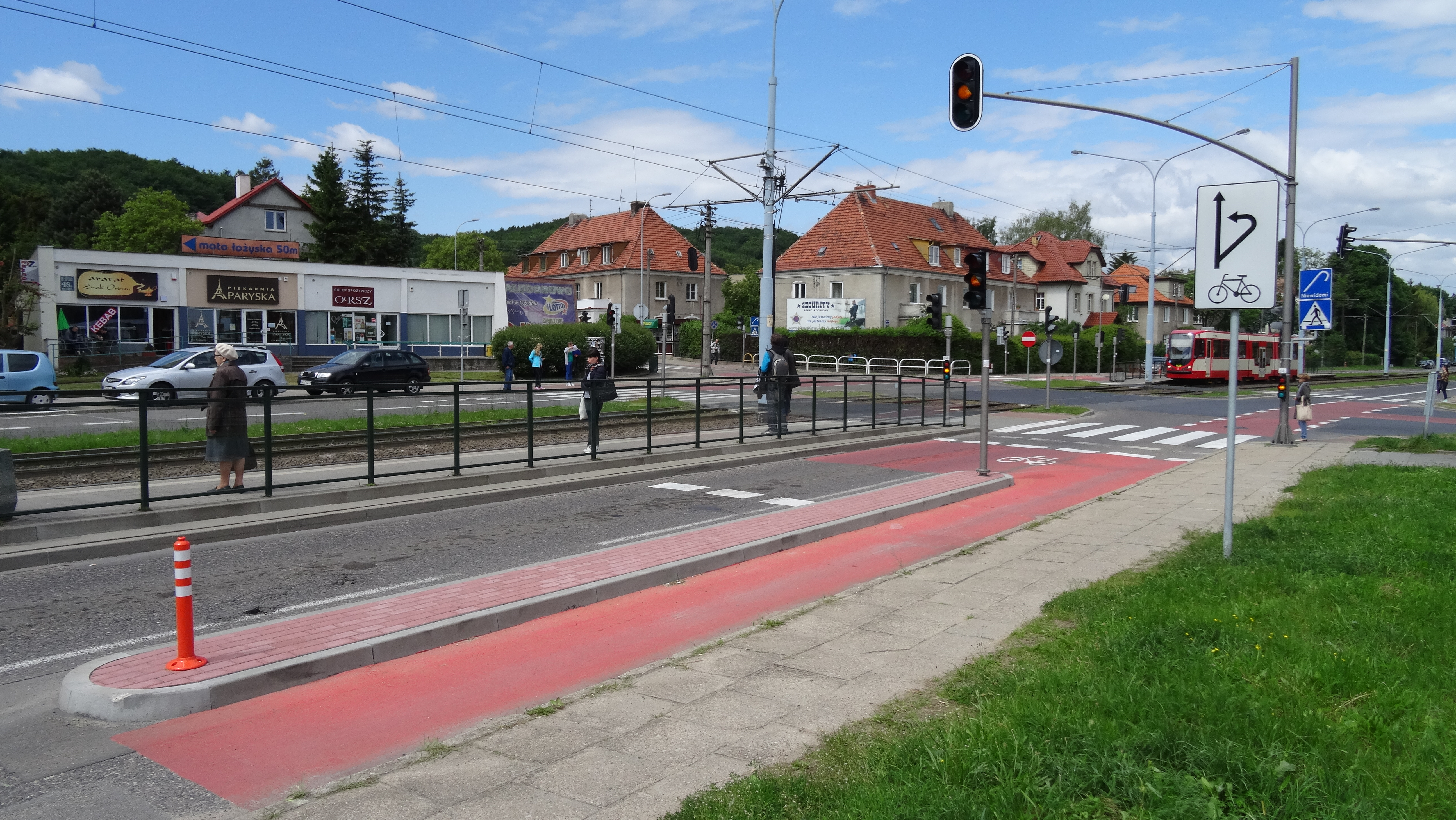
Śluza rowerowa w Gdańsku na skrzyżowaniu ulic Wita Stwosza i Bażyńskiego przy kampusie Uniwersytetu Gdańskiego

Wzdłuż ulicy Wita Stwosza i alei Wojska Polskiego wytyczono pasy rowerowe w jezdni, wprowadzono też nową przyjazną dla rowerzystów, pionierską w Polsce, organizację ruchu w obrębie skrzyżowań. Urządzone śluzy rowerowe powodują zwiększenie bezpieczeństwa rowerzystów.

## Parkingi i węzły rowerowe w Gdańsku[8][10]
- W15 przystanek SKM Gdańsk Żabianka-AWFiS
- P16 Gdańsk Oliwa, ZOO
- W17 stacja PKP Gdańsk Oliwa
- P18 Gdańsk Jelitkowo, plaża
- Gdańsk Jelitkowo, park od strony Sopotu
- Gdańsk Jelitkowo, park od strony Gdańska
- W19 Gdańsk Brzeźno, plaża
- W20 Gdańsk, Opera Bałtycka
- W21 stacja PKP Gdańsk Wrzeszcz
- W22 stacja PKP Gdańsk Główny
- Dworzec PKS Gdańsk Główny
- P24 Gdańsk, Most Zielony
- P25 Gdańsk, Targ Węglowy
- P26 Plac Zebrań Ludowych
- W28 przystanek SKM Gdańsk Orunia (przy Dworku Artura)
- W30 przystanek SKM Gdańsk Przymorze-Uniwersytet
- W31 przystanek SKM Gdańsk Zaspa

- P33 Gdańsk-Stogi plaża

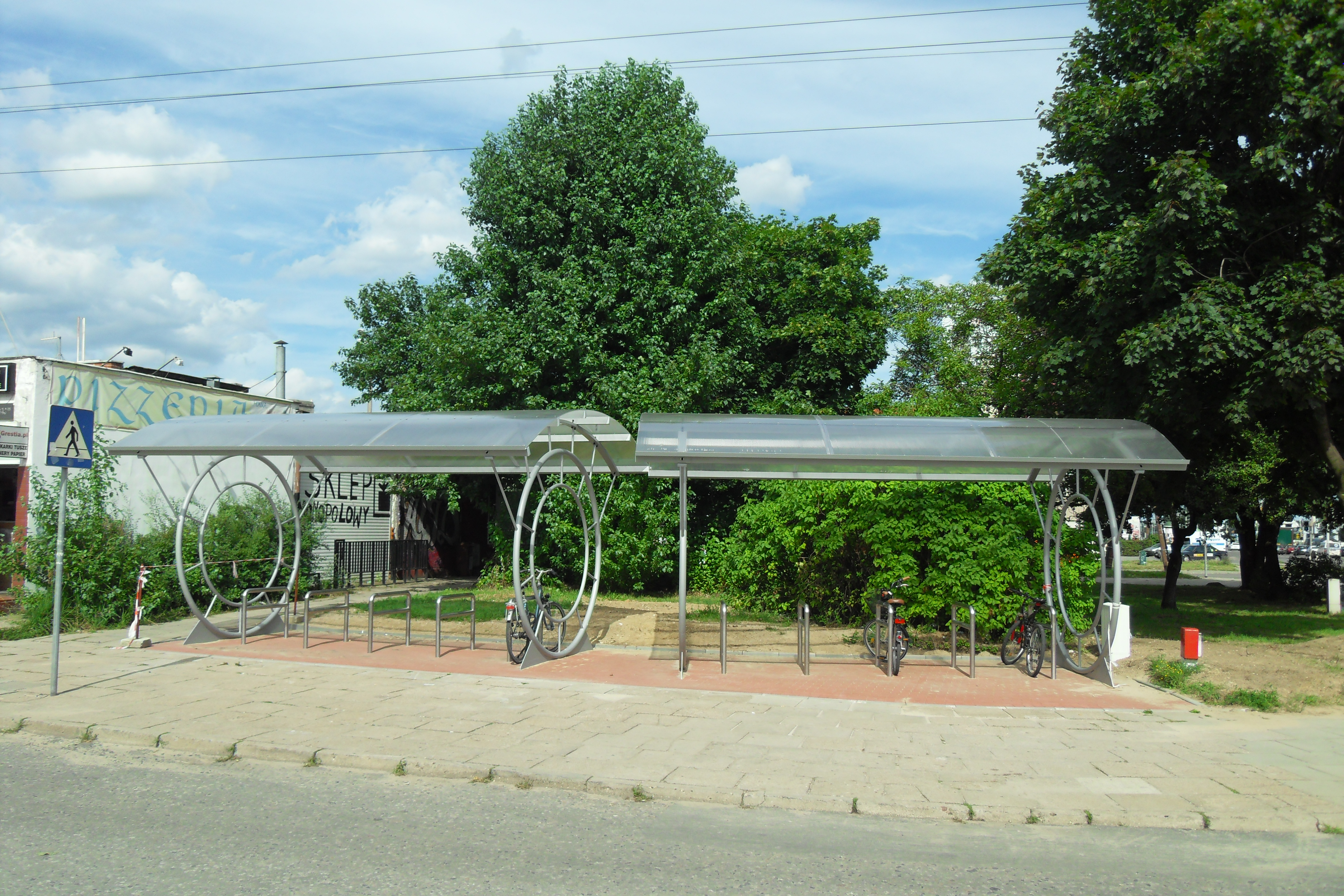
Parking rowerowy

Duże parkingi rowerowe powstały przy stadionie PGE Arena (na 366 rowerów) oraz przy pętli aleja Havla-Świętokrzyska (na 210 rowerów).

## Stojaki rowerowe
W 2010 roku w ramach akcji "zamów stojak rowerowy" wzdłuż gdańskich ulic, przy obiektach użyteczności publicznych - sklepach, szkołach, kinach, urzędach oraz przy wszystkich wejściach na plażę od Sopotu do Parku Brzeźnieńskiego zainstalowano blisko 1200 stojaków w formie odwróconej litery "U" do parkowania i przypinania rowerów.
W 2013 roku zainstalowano stojaki rowerowe przy wszystkich gdańskich szkołach gimnazjalnych i podstawowych.

## Liczniki rowerowe

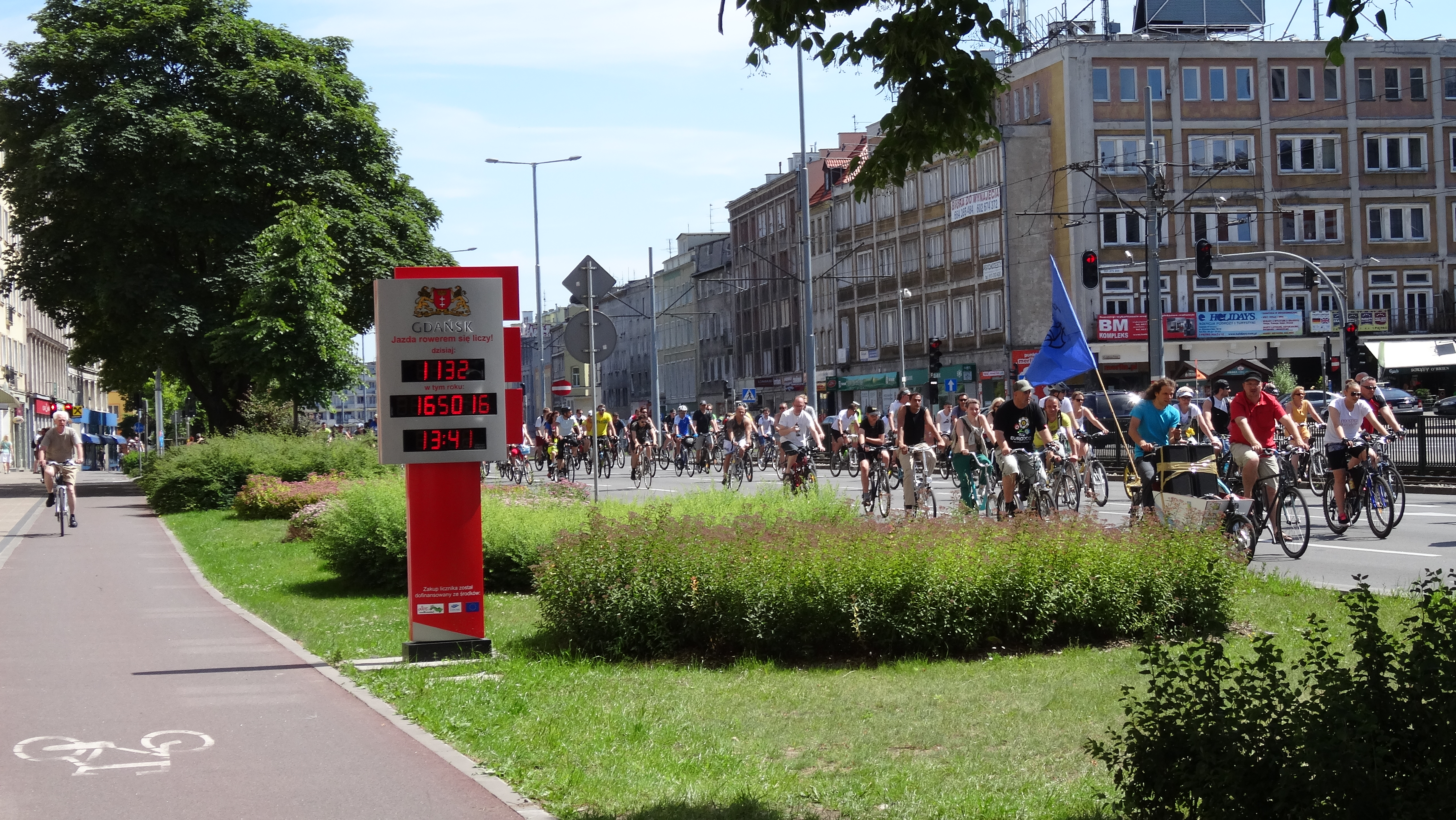
Licznik rowerowy we Wrzeszczu, Gdańsk

W Gdańsku zainstalowano 26 liczników rowerów, które zliczają przejeżdżające jednoślady dzięki pętlom indukcyjnym umieszczonym w podłożu. Dwa liczniki są także wyposażone w elektroniczne wyświetlacze pokazujące dane o ruchu rowerowym w miejscu pomiaru. Dane z wszystkich punktów pomiarowych sumowane są codziennie i przesyłane przez sieć GSM do serwerów internetowych. Przyczyniają się one nie tylko do popularyzacji ruchu rowerowego, ale również do rozpoznania struktury ruchu rowerzystów i ich potrzeb. Dane prezentowane są on line na stronie Referatu Mobilności Aktywnej gdańskiego urzędu miejskiego.

## Trójmiejskie przejazdy rowerowe

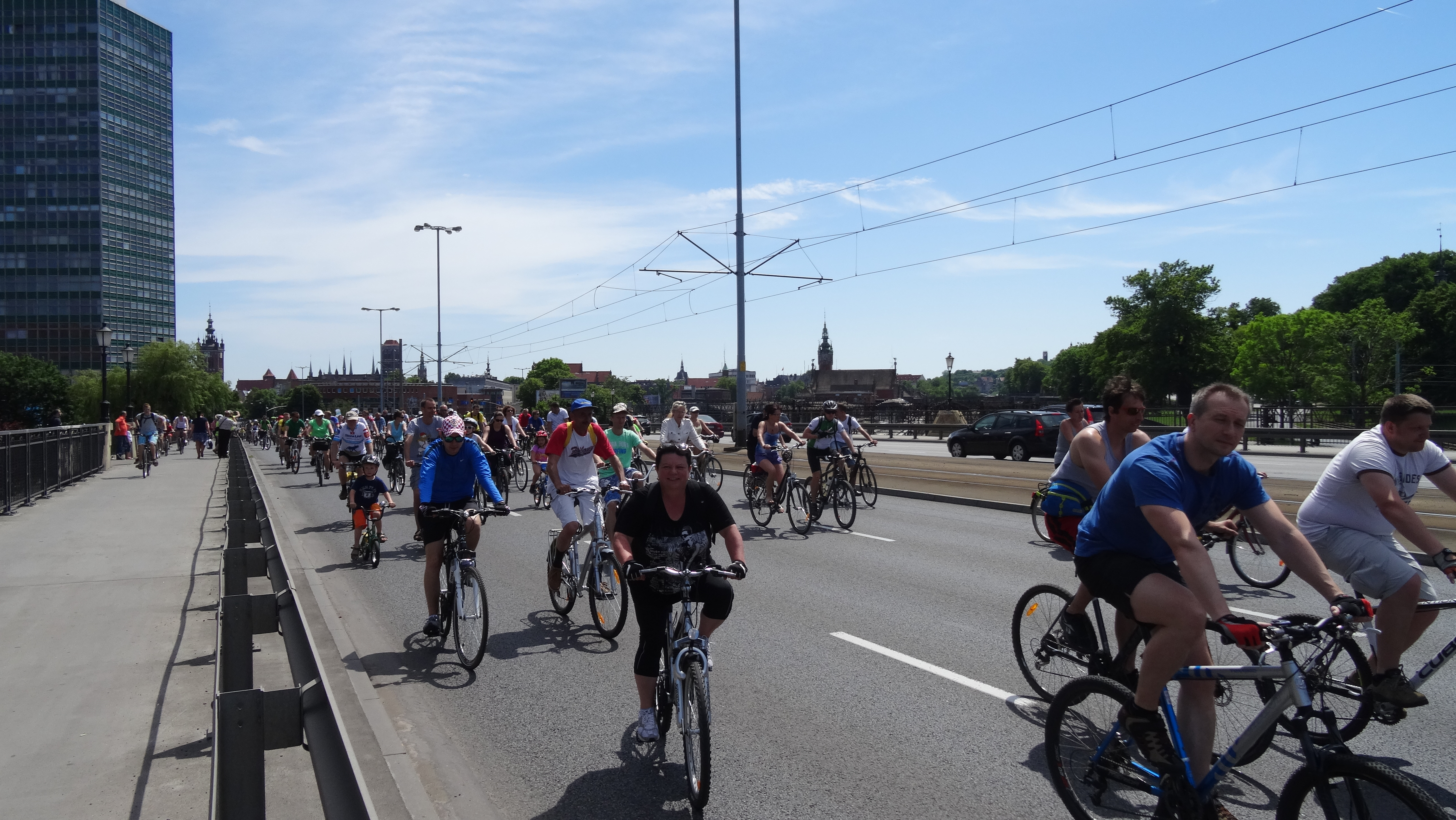
Wielotysięczne przejazdy rowerowe w Trójmieście są od lat 90. największą w Polsce manifestacją rowerowego stylu życia

Wielotysięczne przejazdy rowerowe są organizowane w Gdańsku i Trójmieście od lat 90. Od początku są największymi w kraju manifestacjami rowerowego stylu życia. XVIII Wielki Przejazd Rowerowy w czerwcu 2014 zgromadził kilkanaście tysięcy cyklistów w dwóch peletonach: południowym jadącym z Tczewa i Pruszcza przez Gdańsk oraz północnym, który wyruszył z Wejherowa i zabierał po drodze rowerzystów Redy, Rumi, Gdyni i Sopotu. Meta znajdowała się na Placu Dwóch Miast 1 na granicy Gdańska i Sopotu.

## System roweru miejskiego
W Gdańsku nie ma oferty roweru publicznego – jego wprowadzenie, jako systemu roweru metropolitalnego, planowane jest na wiosnę 2018 r..

## Europejska Stolica Rowerowa
W maju 2015 gdańscy rowerzyści i rowerzystki zdobyli pierwsze miejsce spośród 39 miast biorących udział w "European Cycling Challenge". Kryterium stanowiła liczba przejechanych kilometrów w czasie miesiąca. Gdańsk praktycznie od początku był liderem stawki, pozostawiając w peletonie pozostałe miasta, w tym Warszawę i inne europejskie stolice. 2,6 tys. gdańszczan (zarejestrowało się ponad 4,5 tys.) pokonało w ciągu miesiąca łączny dystans ok. 451 tys. km w granicach miasta (978 km w przeliczeniu na 1 tys. mieszkańców) oraz ponad 555 tys. uwzględniając obszar poza granicami administracyjnymi.